# Theresa Plut
Theresa Plut, kanadsko-slovenska sopranistka, * 1978, Vancouver, Kanada.
Theresa Plut je koloraturna sopranistka. Rojena je v Kanadi, njena starša pa sta Slovenca. Sprva se je glasbeno izobraževala v Kanadi, diplomirala je na Kraljevem glasbenem konservatoriju v Torontu, kasneje še v Evropi, na Visoki šoli za glasbo v Zürichu ter na Državni visoki šoli za glasbo v Stuttgartu. Njeni mentorji so bili Richard Miller (ZDA), Helena Lazarska (Avstrija), Julia Hamari (Nemčija) in Jane Mengedoht-Thorner (Švica). Njeni prvi pomembnejši nastopi segajo v leto 1998, odtlej nastopa kot pevka sakralne glasbe, samospevov, muzikala, kot operna in koncertna pevka. Je zmagovalka več glasbenih tekmovanj in prejemnica številnih štipendij. Nastopala je z orkestri, kot so Simfonični orkester Vancouvra, Düsseldorfski simfoniki, Siamska filharmonija, Simfonični orkester RTV Slovenija, z Jenskimi filharmoniki, z Nemško opero na Renu, z Opero Bangkok (Tajska), s Stuttgartsko opero, itd. V sezoni 2009/2010 je med gostovanjem v Pekingu prejela naziv častnega profesorja na tamkajšnji univerzi.